# Colonnaden

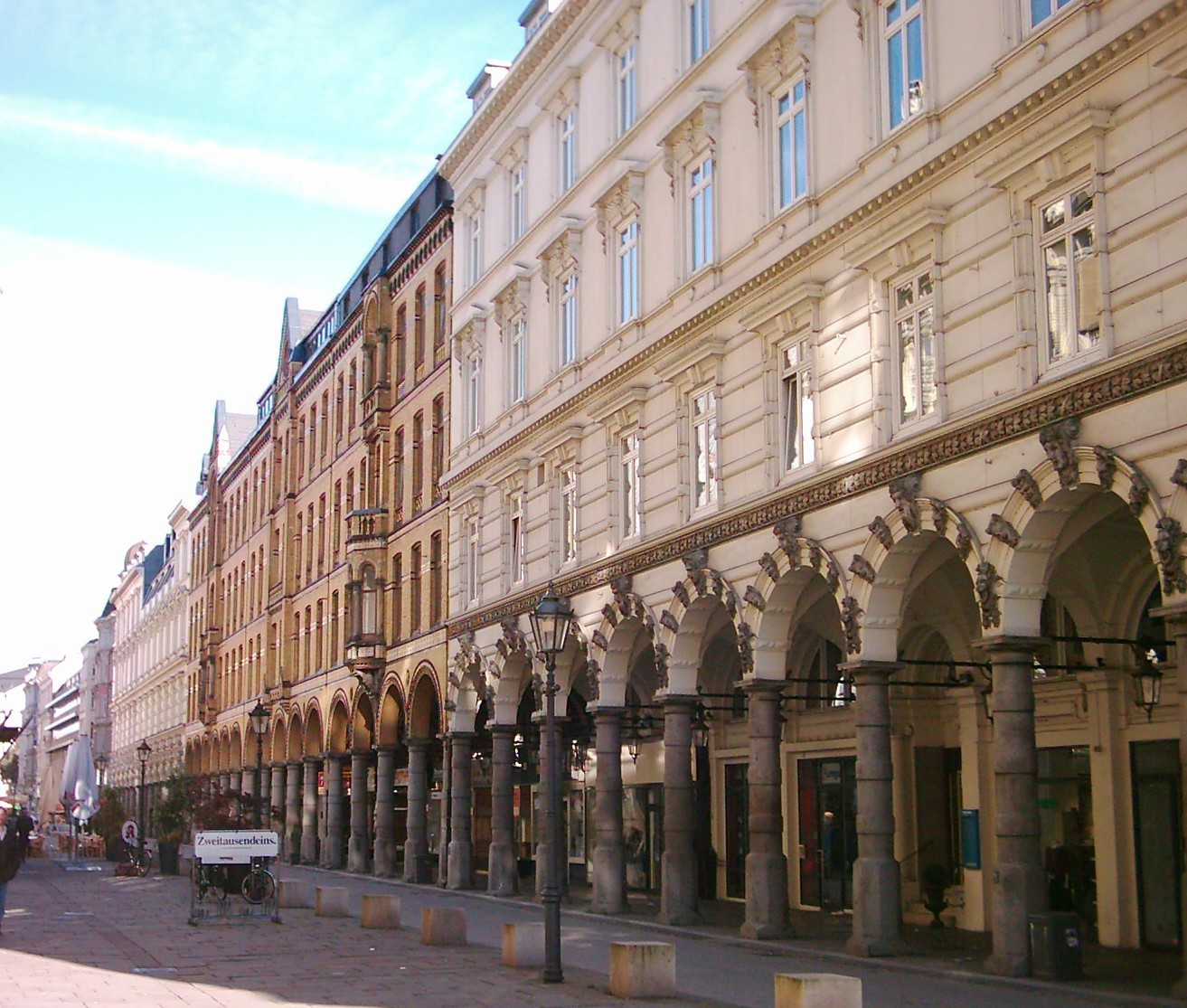
Colonnaden in Richtung Esplanade

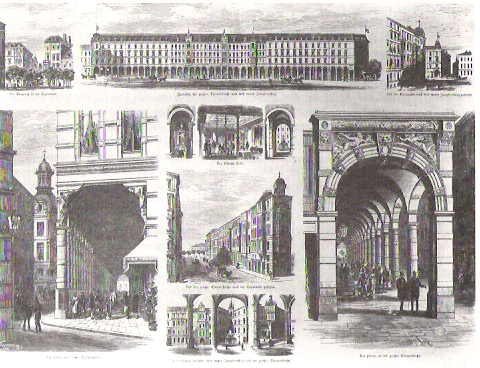
Die Colonnaden 1880

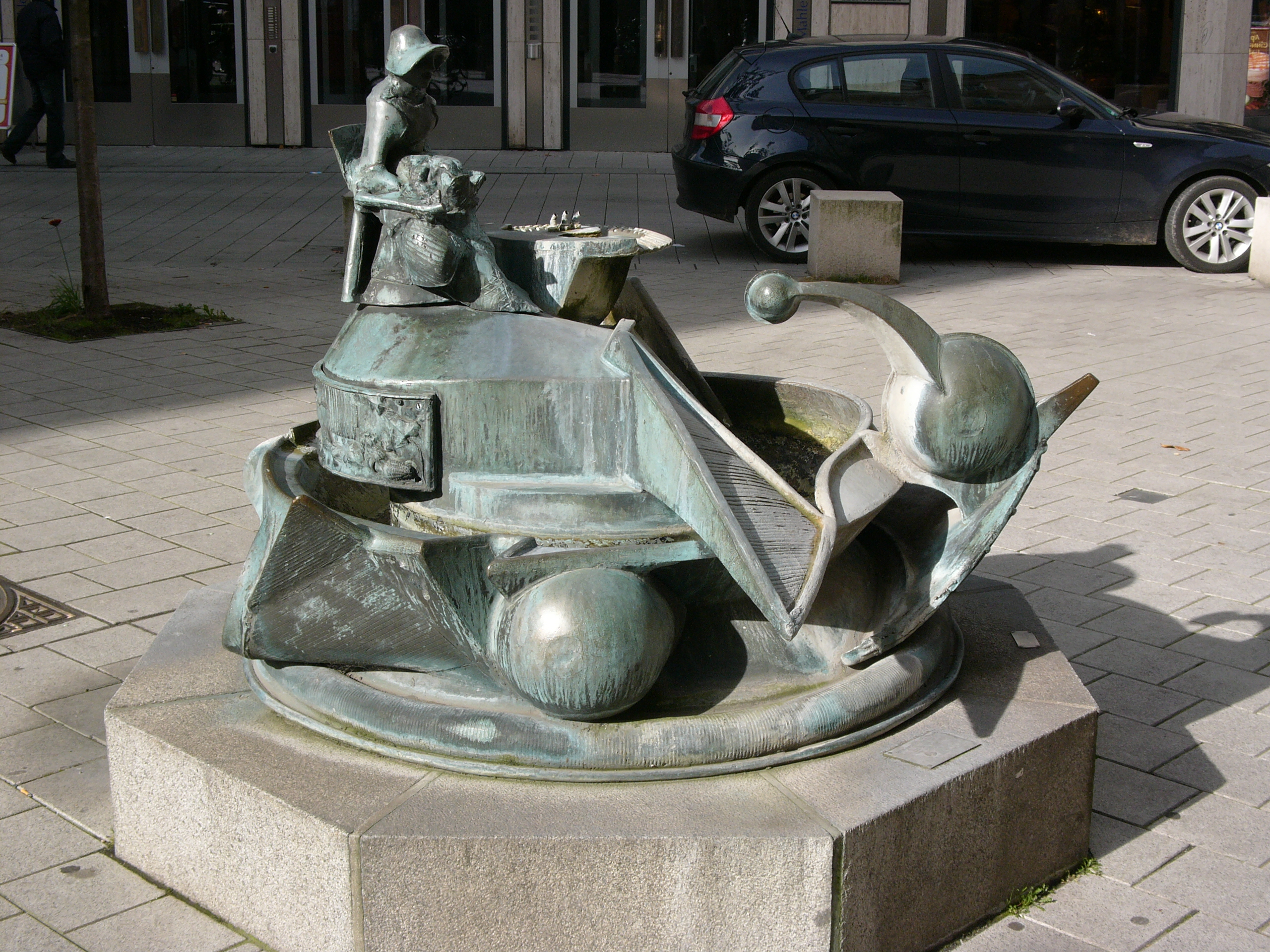
Brunnen von Detlef Birgfeld am Gustav Mahler-Platz

Die Colonnaden sind eine Straße in der Hamburger Neustadt. Sie verbindet den Jungfernstieg mit der Esplanade und dem Stephansplatz. Benannt sind sie nach dem durchgehenden Säulengang (Kolonnade) auf der östlichen Straßenseite, obwohl dieser mit seinen Rundbögen und Deckengewölben eigentlich ein Arkadengang ist.

## Geschichte
Die Straße wurde in den Jahren 1876/77 als Durchbruchsstraße neu angelegt und bis 1879 mit repräsentativen Etagenhäusern im Stil der Neorenaissance bebaut. Zweck der neuen Straße war neben einer verbesserten Verkehrsführung vom Jungfernstieg zum Dammtor (unter Umgehung des Gänsemarkts) vor allem eine bessere Erschließung und Vermarktung bisher unbebauter Hofflächen. Beim Bau der Straße wurden auch die Reste der alten Oper am Gänsemarkt abgerissen, nachdem das Stadttheater (die heutige Staatsoper) bereits 1827 ein neues Domizil in der Dammtorstraße bezogen hatte.
Bauherr des Straßenprojekts war ein Konsortium um die Gebrüder Wex, die bereits in den 1860er Jahren mit der Wexstraße ein vergleichbares Bauvorhaben umgesetzt hatten. Ihre Idee war es auch, die Bürgersteige als Säulengänge hinter die Hausfassaden zu verlegen, um so mehr Fläche für die darüberliegenden Wohnungen zu gewinnen und die Baugrundstücke optimal auszunutzen. Ihr Vorschlag, die Straße als Kaiserstraße zu benennen, scheiterte allerdings am Widerstand des Senatsarchivars Otto Beneke, der im Senat argumentiert hatte, dass ein Vorbesitzer des Geländes namens Kaiser nicht bekannt sei.
Der Bau der U-Bahn (KellJung-Linie) 1930, die unter der Straße verläuft, wurde durch gerichtliche Einsprüche der ansässigen Einzelhändler verzögert. Sie forderten eine Linienführung durch die Dammtorstraße. Der befürchtete Umsatzrückgang übertraf anschließend alle Erwartungen.
1974 wurde die Straße zur Fußgängerzone umgestaltet und am Nordende eine Rolltreppe und Fußgängerbrücke über die Esplanade errichtet. Diese Brücke führte durch eine kleine Einkaufspassage im 1. Obergeschoss des ehemaligen Hotels Esplanade (Phrix-Haus, heute Spielcasino) zur Dag-Hammarskjöld-Brücke am Bahnhof Dammtor. In Höhe des Gustav-Mahler-Platzes wurde 1976 ein Brunnen von Detlef Birgfeld aufgestellt.
Seit 1978 stehen sämtliche Gebäude der Straße einschließlich der Kreuzungsbereiche als Gesamtanlage unter Denkmalschutz.
2005 wurde die Fußgängerbrücke an der Esplanade abgerissen. Zudem erfolgte in dieser Zeit eine komplette Neugestaltung (Bäume gefällt, neuer Belag und Poller) in zwei Abschnitten. Im nördlichen Teil wurde in der Straßenmitte eine Zone für die Außengastronomie geschaffen. In der Mitte, zwischen Staatsoper und der Ecke am Gustav-Mahler-Platz entstand ein markanter Neubau. Der südliche Straßenabschnitt wurde teilweise wieder für den Verkehr geöffnet.
Die Gänsemarkt-Passage hat seit 1979 ihren hinteren Ausgang an den Colonnaden. Sie wird seit 2022 abgerissen und soll bis 2025 neu erbaut werden.